# 陳鎮
陳鎮（1569年1月21日—？），字少粵，號定所，廣東廣州府東莞縣竈籍，明朝政治人物。

## 生平
陳鎮早年出身縣學生，以《春秋》中萬曆十九年（1591年）辛卯科廣東鄉試舉人第五名，次年（1601年）聯捷會試中式第二百六十八名，三甲第七十九名進士，兵部觀政，歷任奉新縣、建德縣知县，官至兵部主事。

## 家族
曾祖陳立積，祖父陳寔，父親典史陳華，母親莫氏。娶鍾氏。